# No Jive
No Jive — восемнадцатый студийный альбом британской группы Nazareth. Выпущен в 1991-м году на Mausoleum Records. Этот альбом ознаменовал возвращение гитариста Билли Рэнкина в качестве замены уходящего гитариста Мэнни Чарлтона.

## Список композиций
Слова и музыка всех песен — Пит Эгнью, Дэн Маккафферти, Билли Рэнкин, Дэрел Свит кроме отмеченных.
| №  | Название                  | Автор(ы)                                 | Длительность |
| -- | ------------------------- | ---------------------------------------- | ------------ |
| 1. | «Hire and Fire»           | Билли Рэнкин, Дэн Маккафферти, Пит Эгнью | 5:10         |
| 2. | «Do You Wanna Play House» | Рэнкин, Эгнью                            | 5:02         |
| 3. | «Right Between The Eyes»  | Рэнкин                                   | 3:06         |
| 4. | «Every Time It Rains»     | Рэнкин                                   | 4:15         |
| 5. | «Keeping Our Love Alive»  |                                          | 3:18         |

| №                   | Название                                                  | Автор(ы)            | Длительность |
| ------------------- | --------------------------------------------------------- | ------------------- | ------------ |
| 1.                  | «Thinkin’ Man’s Nightmare»                                |                     | 4:01         |
| 2.                  | «Cover Your Heart»                                        | Рэнкин              | 4:33         |
| 3.                  | «Lap of Luxury»                                           |                     | 3:55         |
| 4.                  | «The Rowan Tree» (народная) // «Tell Me That You Love Me» |                     | 4:39         |
| 5.                  | «Cry Wolf»                                                | Рэнкин, Маккафферти | 4:28         |
| Общая длительность: | Общая длительность:                                       | Общая длительность: | 46:07        |

| №  | Название                                                                   | Автор(ы)                   | Длительность |
| -- | -------------------------------------------------------------------------- | -------------------------- | ------------ |
| 1. | «This Flight Tonight»                                                      | Джони Митчелл              | 3:45         |
| 2. | «Hire and Fire» (Edited Version)                                           | Рэнкин, Маккафферти, Эгнью | 4:02         |
| 3. | «The Rowan Tree» (народная) // «Tell Me That You Love Me» (Edited Version) |                            | 6:15         |

## Участники записи
Приведены по сведениям базы данных Discogs.
| Nazareth: - Дэн Маккафферти — ведущий вокал, бэк-вокал - Билли Рэнкин — гитара, бэк-вокал - Пит Эгнью — бас-гитара, бэк-вокал - Дэрел Свит — ударные Приглашённые музыканты: - Питер Бизарр — клавишные - Роланд Пейл — перкуссия | Технический персонал: - Nazareth — музыкальный продюсер - Микки Берресхайм — исполнительный продюсер - Альфи Фалькенбах — исполнительный продюсер - Иэн Реммер — звукорежиссёр - Иэн Купер — мастеринг-инженер - Майк Джинг — сведение - Эрик Филипп — художественное оформление и дизайн конверта - Джонстон Сайер — фотографии |

## Позиции в хит-парадах
| Год  | Чарт                            | Высшая позиция | Пребывание в чарте |
| ---- | ------------------------------- | -------------- | ------------------ |
| 1991 | Австрия (Ö3 Austria)            | 31             | 2 недели           |
| 1991 | Швейцария (Schweizer Hitparade) | 36             | 2 недели           |